# Günter Reitz (Volkskundler)
Günter Reitz (* 24. April 1911; † 19. Januar 1994) war ein deutscher Volkskundler und Museumspädagoge.

## Leben
Er studierte an der Hochschule für Lehrerbildung in Dresden Kunsterziehung, Völkerkunde und Geographie. Der Zweite Weltkrieg sorgte für eine Unterbrechung seines Studiums. Nach dem Ende des Krieges arbeitete er zunächst bei der SDAG Wismut im sächsischen Erzgebirge. 1951 holte ihn Reinhold Langner zur Unterstützung der Vorbereitung der großen Ausstellung Deutsche Volkskunst nach Berlin, die im folgenden Jahr feierlich eröffnet wurde. Danach beteiligte er sich an der volkskundlichen Inventarisierung Sachsens. Dieses Unternehmern wurde vom Institut für Volkskunde der Akademie der Wissenschaften mit Sitz in Dresden organisiert. Gründungsvater war Adolf Spamer.
Nachdem das am 13. Februar 1945 zerstörte Museum für Sächsische Volkskunst in Dresden wiederaufgebaut war, übernahm Günter Reitz die Stelle eines wissenschaftlichen Assistenten bei Reinhold Langner, dem damaligen Museumsdirektor und Ordinarius für Bauplastik der Technischen Hochschule Dresden. 1966 erfolgte die Beförderung von Günter Reitz zum Oberassistenten und aufgrund seiner langjährigen Verdienste 1969 zum Kustos. Zwischen 1966 und 1970 absolvierte er erfolgreich ein Fernstudium an der Humboldt-Universität zu Berlin zum Diplom-Ethnographen. Dabei hörte er Vorlesungen unter anderem bei Paul Nedo und Wolfgang Jacobeit.
Wissenschaftlich betätigte er sich insbesondere mit der Geschichte des Stoffdruckes und der volkstümlichen Glasmalerei. Ferner war er museumspädagogisch in Zirkeln und Schulen aktiv und entwickelte Methoden für die Führung von blinden Personen durch Museen und die Betreuung von Schülern aus Sonder- oder Hilfsschulen.

## Veröffentlichungen
- Stand der volks- und heimatkundlichen Museen in Sachsen am 1. September 1956. In: Deutsches Jahrbuch für Volkskunde, 1957. Digitalisat
- Manfred Bachmann, Günter Reitz: Der Blaudruck. Hrsg. von dem Staatlichen Museum für Volkskunst, Dresden. Friedrich Hofmeister, Leipzig 1962. Rezension
- Zu einigen islamischen Hinterglasbildern. In: Abhandlungen und Berichte des Staatlichen Museums für Völkerkunde Dresden. Band 22. Akademie Verlag, Berlin, 1963.
- Dem Pulsnitzer Blaudrucker Gerhard Stein zum Gedenken. In: Sächsische Heimatblätter, 18 (1972), 6, S. 288.